# Deane Montgomery
Deane Montgomery (Weaver, 2 settembre 1909 – Chapel Hill, 15 marzo 1992) è stato un matematico statunitense, noto per i suoi lavori in topologia e per essere stato uno dei contributori alla soluzione del quinto problema di Hilbert. Per questi risultati ha ricevuto nel 1988 il premio Steele.